# Nossa Senhora de Itaúna
Nossa Senhora de Itaúna é um título da Virgem Maria relacionado às suas aparições em Itaúna, no interior do estado mineiro. Entre os anos de 1955 e 1961, três crianças e posteriormente outros moradores de Itaúna relataram terem visto Nossa Senhora e recebido mensagens relacionadas a oração e conversão, o que suscitou a devoção dos fiéis da região.

## As aparições
A primeira aparição de Nossa Senhora na cidade de Itaúna se deu em 27 de julho de 1955, para três crianças, de três famílias ali residentes. As crianças haviam saído à procura de um cavalo e, do alto de um barranco avistaram o animal, estático, sem responder aos chamados dos meninos, de nomes Antonio Nunes, José Rita e Eduardo Vasconcelos. Eles resolveram descer e lá tiveram a visão de Maria Santíssima, vestida de branco e manto azul, cabelos pretos, olhos castanhos, pele morena. Ela estava perto das árvores, sobre um cupinzeiro. Eles contaram aos seus familiares sobre a visão. A partir do dia 2 de agosto do mesmo ano, o farmacêutico Ovídio Alves também relatou ter visões de Maria, vestida com uma capa azul claro e uma flâmula na mão com os dizeres:

Jesus Cristo, eterno Deus. O paganismo ameaça o mundo. Erguei o altar. Orai com fé e vós vereis o milagre da conversão.— Flâmula de Nossa Senhora de Itaúna, segundo visão de Ovídio Alves.

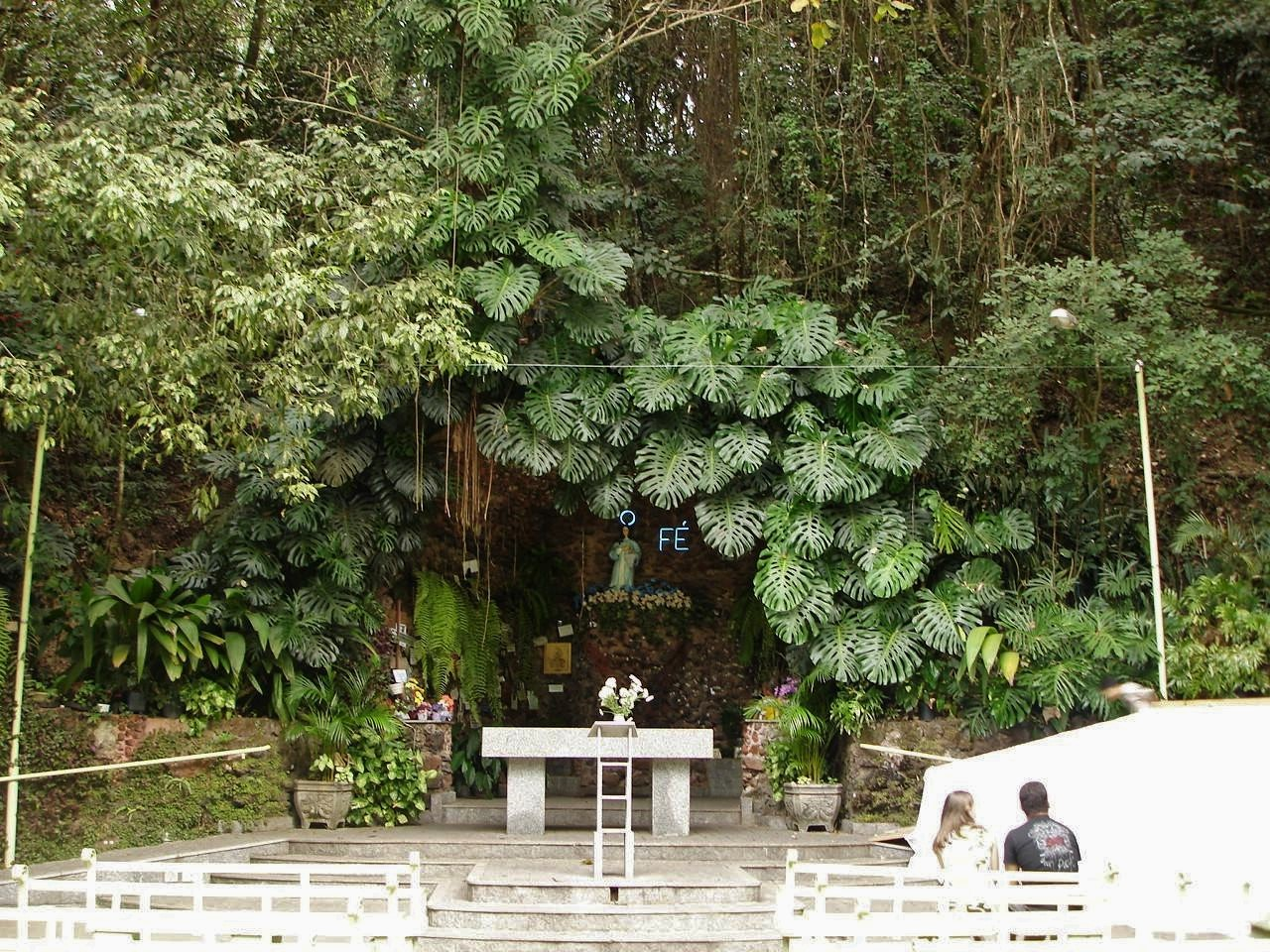
Gruta de Nossa Senhora de Itaúna, no bairro de Lourdes, em Itaúna

Desde então, o acontecimento desencadeou a devoção dos moradores, que, em 1956, construíram uma gruta no local das aparições. No ano seguinte, foi colocada uma imagem de Nossa Senhora de Lourdes. Apenas 2001 que a confecção de uma imagem própria de Nossa Senhora de Itaúna foi autorizada pela Diocese de Divinópolis, confeccionada por Antônio Avimar Menezes e etronizada no dia 27 de julho do ano seguinte. A gruta, ainda rodeada de frondosas árvores é um dos principais pontos turísticos da cidade.